# Gerichtsbezirk Salzburg

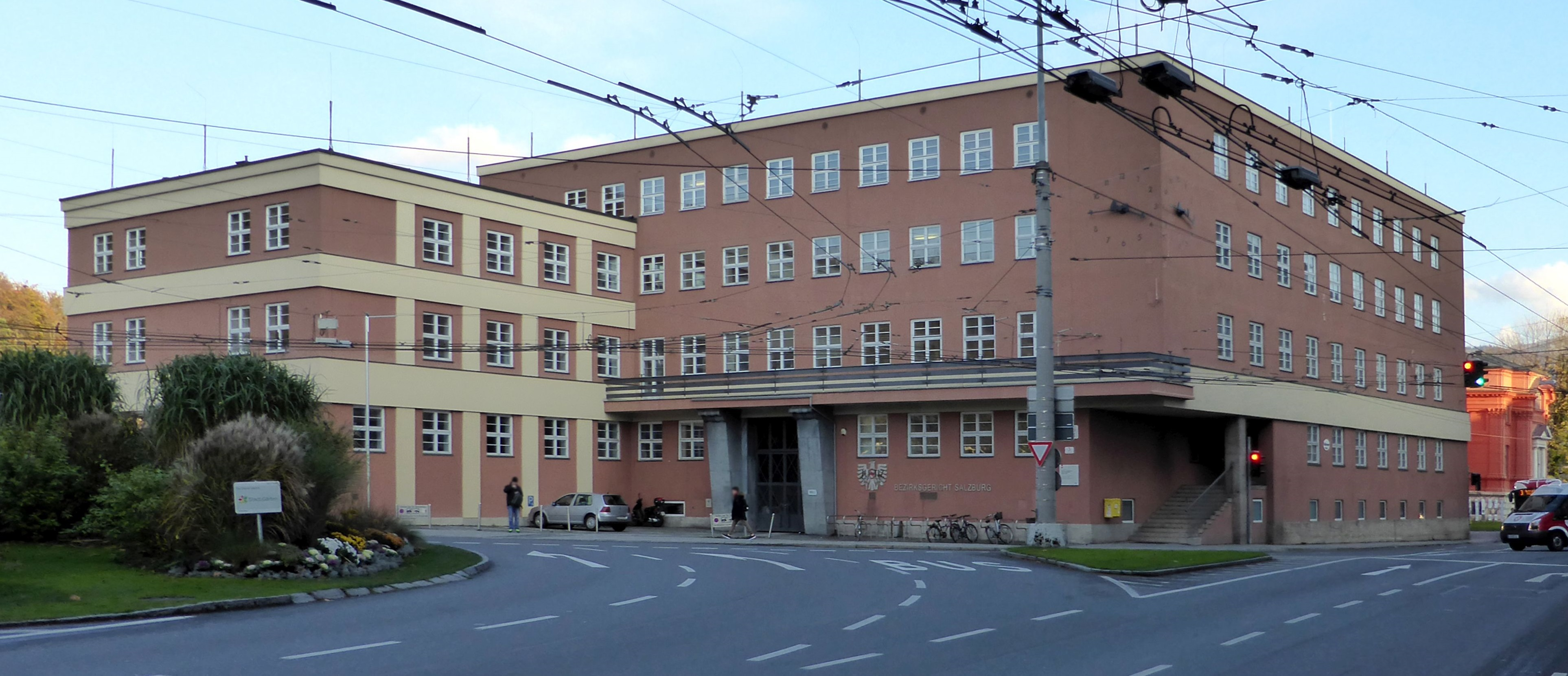
Bezirksgericht Salzburg

Der Gerichtsbezirk Salzburg ist einer von sechs Gerichtsbezirken in Salzburg und umfasst die Statutarstadt Salzburg und einen Teil des politischen Bezirks Salzburg-Umgebung. Der übergeordnete Gerichtshof ist das Landesgericht Salzburg.

## Gemeinden

### Statutarstadt
- Salzburg (157.399)

### Marktgemeinden
- Grödig (7.385)

### Gemeinden
- Anif (4.329)
- Elsbethen (5.435)
- Großgmain (2.691)
- Wals-Siezenheim (14.374)

## Geschichte
Am 1. Jänner 2003 wurde der Gerichtsbezirk Salzburg verkleinert: Ebenau, Eugendorf, Koppl und Plainfeld wurden dem Gerichtsbezirk Thalgau, Berndorf bei Salzburg und Bergheim dem Gerichtsbezirk Oberndorf und Mattsee, Obertrum am See, Schleedorf und Seeham dem Gerichtsbezirk Neumarkt bei Salzburg zugewiesen.
Mit der Neuordnung der Bezirksgerichte im Flachgau 2023 unterstehen die Gemeinden Elixhausen und Hallwang nunmehr dem neu errichteten Gerichtsbezirk Seekirchen am Wallersee.